# Марио Младеновски
Марио Младеновски (на македонска литературна норма: Марио Младеновски) е северномакедонски футболист, който играе на поста централен защитник. Състезател на Шкупи.

## Кариера
На 20 август 2020, е потвърдено че Младеновски напуска Вардар, за да премине във Фремад Амагер, подписвайки договор до 2023 г.

## Национална кариера
Младеновски прави своя национален дебют за Северна Македония на 16 ноември 2019 г. в мач от квалификациите за Европейското първенство по футбол през 2021 срещу Австрия.

## Успехи
Македония Гьорче Петров
- Купа на Македония (1): 2022